# Keiko Agena
 (mars 2019).
Si vous disposez d'ouvrages ou d'articles de référence ou si vous connaissez des sites web de qualité traitant du thème abordé ici, merci de compléter l'article en donnant les références utiles à sa vérifiabilité et en les liant à la section « Notes et références ».
Pour les articles homonymes, voir Agena.
Keiko Agena, née Christine Keiko Agena le 3 octobre 1973, est une actrice américaine.

## Biographie
Keiko Agena est née à Honolulu, Hawaï. Elle commence à faire du théâtre à l'âge de dix ans. Elle a été élève du Mid Pacific Institute sur l'île de Oahu, et du Whitman College pendant un an en tant qu'étudiante de théâtre. Elle aime faire de la moto autour de Los Angeles et jouer avec une compagnie de théâtre appelée hereandnow ("ici et maintenant"). Agena s'est mariée le 19 décembre 2005 avec Shin Kawasaki, dans un hélicoptère au-dessus de Las Vegas.

### Carrière
Keiko Agena est connue pour son rôle dans la série télévisée Gilmore Girls, dans laquelle elle joue le rôle de Lane Kim, une jeune Coréenne, meilleure amie de l'un des personnages principaux (Rory Gilmore). Il est à noter que son personnage était âgé de 16 ans alors que Agena avait 27 ans à ce moment. Agena est aussi apparue dans la série télévisée Felicity et elle a reçu le prix de la Meilleure Actrice Féminine aux Ammy Awards, qui récompensent la réussite asiatique et américano-asiatique dans le domaine du cinéma ou de la télévision.
En 2009, on la retrouve dans l'épisode 16 de la deuxième saison de la série Castle et en 2010, elle est médecin dans l'épisode 5 de la septième saison de la série  Dr House.
En 2011, elle joue dans Transformers 3 : La Face cachée de la Lune, comme assistante de Mearing. Elle a également tenu le rôle de la porte-parole de la Maison Blanche dans la saison 2 de la série Scandal.
Elle a notamment joué dans la série Shameless où elle tient le rôle de Brittany Sturgess, des services de protections de l'enfance.
Elle eut le rôle de doublage dans deux épisodes de Pokémon.

## Filmographie
- 2022 : Doom Patrol : Dr Margaret Yu
- 2019 - 2021 : Prodigal Son : : Edrisa Tanaka (33 épisodes)
- 2018 : This Close : Dorinda (deux épisodes)
- 2018 : The First : Aiko Hakari (8 ép.)
- 2018 : Dirty John (en) : assistante de Debra Nowell
- 2017 : 13 Reasons why : Madame Bradley
- 2017 : Sweet/Vicious
- 2016 : Gilmore Girls : A Year In The Life : Lane Kim
- 2013 : Shameless : Brittany Sturgess (saison 3)
- 2013 : Twisted : Conseillère April
- 2012 : Scandal : Britta Kagen (saison 2)
- 2011 : Transformers 3 : La Face cachée de la Lune de Michael Bay : Assistante de Mearing
- 2010 : Dr House : Dr. Cheng (saison 7)
- 2009 : Castle : Kelly (saison 2)
- 2009 : En cloque mais pas trop : Femme enceinte
- 2008 : Urgences : Madame Vasquez (saison 15)
- 2008 : Blonde et dangereuse de Steve Miner
- 2005 : FBI : Portés disparus : Kimiko Asakawa (saison 4)
- 2004 : Hair Show de Leslie Small : Jun Ni
- 2003 : Western Avenue (court-métrage) : Miya
- 2001 : La Vie avant tout : Alison Kim (saison 2)
- 2001 : Aux portes du cauchemar : Janet Bingham (saison 1)
- 2000 - 2006 : Gilmore Girls : Lane Kim
- 1999 : Felicity : Leila Foster (saison 2)
- 1998 : Urgences : Mme Shimahara	(saison 5)
- 1994 : Sister, Sister : Une étudiante (saison 2)
- 1992 : Le Rebelle - Saison 1